# Gregorio Yujá Xoná
Gregorio Yujá Xoná (Uspantán, años 1950 - Ciudad de Guatemala, 1 de febrero de 1980) fue un campesino k'iche' guatemalteco que perteneció al Comité de Unidad Campesina (CUC) y que participó en el grupo que llevó a cabo la Toma de la embajada de España en Guatemala, el 31 de enero de 1980. Yujá Xoná se salvó milagrosamente de morir carbonizado en la embajada, siendo uno de los únicos dos sobrevivientes del ataque que hicieron las fuerzas de seguridad de la dictadura del general Fernando Romeo Lucas García; sin embargo, esa misma noche fue secuestrado del hospital en el que se encontraba recuperándose de sus graves heridas. Fue torturado hasta la muerte, y su cadáver lanzado frente a la rectoría de la Universidad de San Carlos. Su tumba se encuentra en el campus central de dicha universidad guatemalteca.

## Biografía
Gregorio Yujá Xoná nació en una familia campesina en la región de El Quiché en Guatemala. Se dedicaba a labores campesinas, y muy joven entró al Comité de Unidad Campesina (CUC) en los años setenta. Junto con otros campesinos ―entre los que se encontraba Vicente Menchú― viajó en enero de 1980 a la Ciudad de Guatemala para presentar por la vía legal un pliego de peticiones contra los abusos y asesinatos que el Ejército de Guatemala estaba cometiendo en El Quiché.

## Toma de la embajada de España en Guatemala

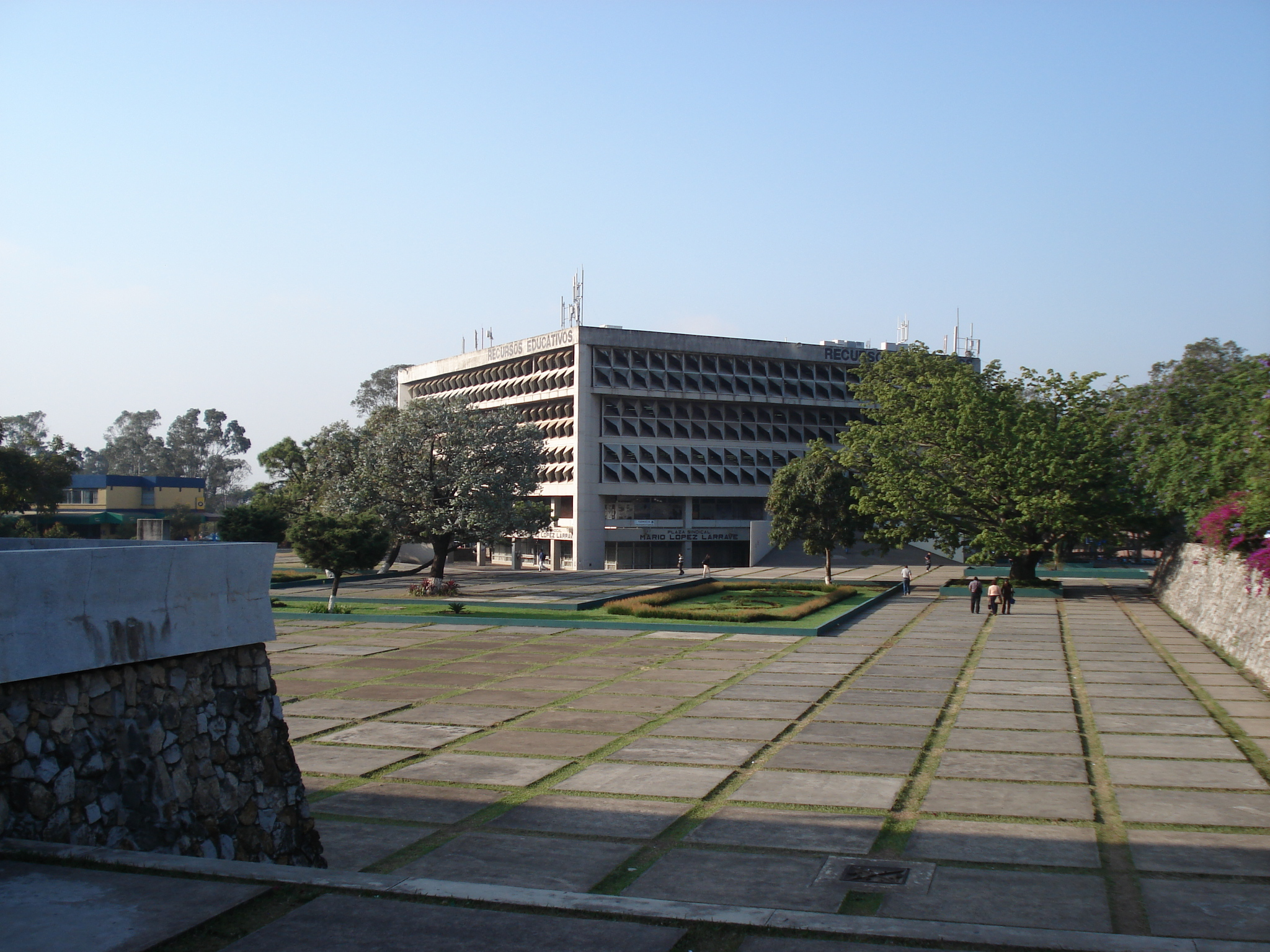
Plaza de Héroes y Mártires del Campus Central de la Universidad de San Carlos de Guatemala, donde está sepultado Gregorio Yujá en una tumba anónima y sin marcas.

El 31 de enero de 1980, el grupo de campesinos llegó al campus central de la Universidad de San Carlos, en donde varios estudiantes les asesoraron para hacer pública su precaria situación. Cuando los periódicos del país no se atrevieron a publicar sus demandas por temor a serias represalias, y luego de que se agotaron todas las vías legales para ser escuchados, el grupo decidió tomar las instalaciones de la embajada de España y utilizar dicha toma como palestra de sus demandas aprovechando la inviolabilidad diplomática del recinto.
| Documental fílmico Ni uno vivo Guatemala 31 de enero de 1980: \| Secciones \| Descripción \| \| ----------------------------------------------------------- \| -------------------------------------------------------------------------------------------------------------------------------------------------------------------------------------------------------------------------- \| \| Ni uno vivo: Tragedia en la embajada de España en Guatemala \| Documental sobre los hechos acontecidos el 31 de enero de 1980 en la embajada de España en Guatemala. Presenta entrevistas con los principales participantes, entre sobrevivientes y periodistas que cubrieron los hechos. \| | |
| Secciones | Descripción |
| Ni uno vivo: Tragedia en la embajada de España en Guatemala | Documental sobre los hechos acontecidos el 31 de enero de 1980 en la embajada de España en Guatemala. Presenta entrevistas con los principales participantes, entre sobrevivientes y periodistas que cubrieron los hechos. |

La reacción de la dictadura del general Fernando Romeo Lucas García fue enérgica: la policía rodeó las instalaciones de la embajada y tras varias horas de asedio, la situación terminó con el incendio de la habitación en la que se habían refugiado todas las personas que se encontraban dentro de la embajada, incluyendo a todo el personal de la misma y a prestigiosos profesionales del derecho de Guatemala, quienes estaban en una reunión con el embajador ese día para concertar un congreso de Derecho. Tras el hecho, los únicos dos sobrevivientes fueron el embajador Máximo Cajal López y Yujá Xoná, quien se salvó por haberse escondido debajo de todos los que se encontraban dentro de la habitación.
La dictadura guatemalteca y algunos medios españoles sugirieron que la presencia de los profesionales guatemaltecos no era fortuita, sino que obedecía a un plan puesto en marcha por el embajador Cajal en el que se pretendía utilizar a los visitantes como rehenes, aprovechando su enorme prestigio y el derecho internacional que supuestamente protegía las instalaciones de la embajada española.

## Muerte
| «En Gregorio Yujá se resume el olvido; la no presencia» — Tomado del video: Calles, Juan (2011). «La Tumba». Producciones per-versa, Guatemala. Archivado desde el original el 27 de julio de 2014. Consultado el 13 de julio de 2014. |

Los heridos fueron llevados al Hospital Privado Herrera Llerandi, a petición de la Cruz Roja, pensando que en ese hospital estarían más seguros. Sin embargo, avanzada la noche del 31 de enero, Yujá Xoná fue secuestrado por un comando armado vestido de civil, el cual intentó también secuestrar al embajador, pero este fue sacado justo a tiempo del hospital por el embajador de Costa Rica  en Guatemala y luego salió de Guatemala esa misma noche. Yujá Xoná, por su parte, a pesar de su estado delicado (debido a las graves quemaduras que había sufrido), fue torturado durante la madrugada hasta morir, y su cadáver arrojado frente a las instalaciones de la rectoría de la Universidad de San Carlos. La situación dentro del campus central se tornó tan peligrosa, que los estudiantes universitarios decidieron que su cuerpo fuera sepultado en la Plaza de Héroes y Mártires dentro del mismo campus central, en donde ha permanacido desde entonces. La tumba, no obstante, no tiene marcas ni señales de ninguna índole y ha pasado al olvido.